# Ehemalige Burg bei Heudorf
Das Gebiet Ehemalige Burg bei Heudorf ist ein mit Verordnung vom 25. September 1940 ausgewiesenes Landschaftsschutzgebiet (LSG-Nummer 4.37.014) im Gebiet der baden-württembergischen Stadt Scheer im Landkreis Sigmaringen in Deutschland.

## Lage
Das 1,7 Hektar große Schutzgebiet „Ehemalige Burg bei Heudorf“ gehört zum Naturraum „Donau-Ablach-Platten“ und dem „Naturpark Obere Donau“. Es liegt ungefähr 4,7 Kilometer nordöstlich der Scheerer Stadtmitte, nordöstlich des Ortsteils Heudorf im Gewann Burgäcker, auf einer Höhe von bis zu 596,9 m ü. NHN.

## Burg Heudorf
Das Schutzgebiet umgibt den historisch bedeutsamen Burgstall einer früh- bis hochmittelalterlichen Wasserburg unbekannter ständischer Zuordnung.